# Carlos Manuel Villalobos
Carlos Manuel Villalobos (San Ramón de Alajuela, 2 de septiembre de 1968) es un poeta, narrador, ensayista y académico costarricense.

## Biografía
Se inició como escritor en los talleres literarios que impartía Francisco Zúñiga Díaz. En San Ramón de Alajuela fundó Tertulia, una revista impresa que tenía como objetivo difundir la literatura regional y, junto con otros ramonenses, creó el grupo literario Rafael Estrada.  En esta etapa inicial publicó sus primeros libros de poesía y recibió algunos premios locales, como el certamen Arturo Agüero que convocaba la Sede de Occidente en su ciudad natal. 
En su trayectoria literaria ha cultivado diversos géneros literarios, entre los que destacan la poesía, la narrativa y el ensayo. Es periodista y doctor en Literatura Centroamericana. Es docente en la Universidad de Costa Rica, donde ha fungido como Vicerrector de Vida Estudiantil y director de la Escuela de Filología, Lingüística y Literatura.
Ha sido invitado en representación de su país a eventos literarios en Europa, Marruecos, Egipto, Estados Unidos y América Latina. Su obra ha sido traducida a idiomas como el inglés, italiano y el árabe y ha sido divulgada internacionalmente en revistas y periódicos literarios.

## Obras literarias

### Poesía
- Venganza. 2025. San José: EUNED.
- Desánimo del padre. (Antología). 2024. San José: Casa de Poesía.[6]

- Cambio de Dios. 2023. (Premio Internacional de Poesía Puerto Rico “Vicente Rodríguez Nietzsche) San José: Editorial Arboleda en coedición con el Festival Internacional de Poesía de Puerto Rico.[7]
- Un río sonámbulo/ A sleepwalker river 2023. (Ed. bilingüe, Premio Internacional de Poesía “Dolors Alberola”) Valencia: Editorial Dalya.[8]
- Fosario. 2022. Nueva York: Nueva York Poetry Press.[9]
- Altares de ceniza. 2019. Madrid: Editorial Amargord.[10]
- El cantar de los oficios. 2015. San José, Costa Rica: Editorial Uruk.[11] [12]
- Trances de la herida. 2015. México. Ediciones Diablura.
- Insectidumbres 2009.  San José, Costa Rica: Editorial Alma Mater.[13]
- El primer tren que pase. 2001 (Premio Editorial UCR, 1999) San José. Costa Rica: Editorial Universidad de Costa Rica.[14]
- Ceremonias desde la lluvia.[15] 1995.  San José, Costa Rica: Editorial de la Universidad de Costa Rica.
- Los trayectos y la sangre. 1992.  San José, Costa Rica: Ediciones Zúñiga y Cabal.[16]

### Narrativa
- Inferus. 2025. (Premio XXXIV de cuentos Ciudad de Coria) Cáceres: Área de Cultura de la Diputación Provincial de Cáceres
- Donde Nadie (Premio Internacional de Novela Corta “Diario Jaén, 2023.) 2024, San José, CR: Editorial Uruk.
- Curación de la locura 2020 (Cuento, Premio UNA Palabra) San José, Costa Rica. Editorial Universidad Nacional.[17]
- El libro de los gozos[18]. 2001 (novela) San José, Costa Rica: Editorial San Judas Tadeo. 2109  (2da versión) San José, Costa Rica: Editorial Uruk.
- Tribulaciones 2003 (cuento): Guatemala: Editorial Letra Negra.

### Ensayo
- Los extremos de la imaginación y otros ensayos semióticos (1ª edición). San José, Costa Rica: EUNA, Editorial Universidad Estatal a Distancia. 2022. ISBN 9789968040334.[19]
- El ritual de los atriles. Disertaciones desde el Alma Máter (1ª edición). Ciudad Universitaria Rodrigo Facio, Costa Rica: Editorial UCR. 2014. ISBN 9789968464147.[20]

## Premios y reconocimientos
- Premio Nacional de Novela "Aquileo J. Echeverria", 2024.
- Premio XXXIV de cuentos Ciudad de Coria 2024 (Extremadura, España),[21][22]León, Javier. «Carlos Villalobos: «Estas historias son un exorcismo necesario para que salgan los fantasmas que acumulamos». Consultado el 12 de septiembre de 2024.</ref>
- Premio Internacional de Novela Corta “Diario Jaén”, 2023 (Jaén, España).[23][24]
- Premio Internacional de poesía “Vicente Rodríguez Nietzsche”. 2023 (San Juan, Puerto Rico, 2023).[25]
- Premio internacional de poesía Dolors Alberola,[26][27] 2022 (Cádiz, España, 2022).
- Premio UNA-Palabra en el género de cuento,[28] 2019 (Heredia, Costa Rica).
- Premio Brunca en la modalidad de poesía, 2014 (Pérez Zeledón, Costa Rica)
- Premio de Poesía de la Editorial de la Universidad de Costa Rica, 1999 (San José, Costa Rica).

###### Finalista
- Finalista Premio XXVI de novela Ciudad de Salamanca. (España, 2022)
- Finalista Premio Nacional de Narrativa Alberto Cañas (género cuento, Costa Rica, 2023)